# Blanca Varela
Blanca Leonor Varela Gonzales (Lima, 10 de agosto de 1926-Lima, 12 de marzo de 2009) fue una poetisa peruana, considerada como una de las voces poéticas más importantes del género en América Latina.

## Biografía
Vivió en Puerto Supe. Se inició en poesía en la Universidad Nacional Mayor de San Marcos en la capital peruana, donde ingresó en 1943, para estudiar Letras y Educación. En esta universidad conoció a Sebastián Salazar Bondy, Javier Sologuren, Jorge Eduardo Eielson, y al pintor Fernando de Szyszlo.
A partir de 1947, empezó a colaborar en la revista Las Moradas que dirigía Emilio Adolfo Westphalen. En 1949, tras su matrimonio con Szyszlo, llegó a París, donde entró en contacto con la vida artística y literaria del momento, guiada por Octavio Paz, quien la vinculó con el círculo de intelectuales latinoamericanos y españoles radicados en Francia.[cita requerida]
De esta etapa data su amistad con Jean-Paul Sartre, Simone de Beauvoir, Henri Michaux, Alberto Giacometti, Léger, Tamayo y Carlos Martínez Rivas, entre otros.
Después de su larga temporada en París, Varela vivió en Florencia y luego en Washington, ciudades donde se dedicó a hacer traducciones y eventuales trabajos periodísticos. 
En 1962, regresó a Lima para establecerse definitivamente y cuando viajaba solía hacerlo principalmente a los Estados Unidos, España y Francia.
El hecho que algunas de sus obras hayan sido traducidas al alemán, francés, inglés, italiano, portugués y ruso implica un reconocimiento a su obra fuera de las fronteras de su país natal. A diferencia de otros escritores, Blanca Varela no acostumbraba a dar entrevistas y sus apariciones en público fueron más bien escasas y discretas.
En 1996 Lorenzo de Szyszlo, su hijo, fallece en el accidente aéreo del Vuelo 251 de Faucett Perú ocurrido cerca de Arequipa, hecho que marcó a Varela y su poesía.
Murió el 12 de marzo de 2009 en Lima, a la edad de 82 años. Su cuerpo fue incinerado y sus cenizas esparcidas en la bahía de Paracas. 
De manera póstuma se elaboró el Archivo personal de Blanca Varela con material publicado e inédito, el cual se encuentra disponible para consulta en el Repositorio Institucional de la Casa de la Literatura Peruana.

## Premios y reconocimientos

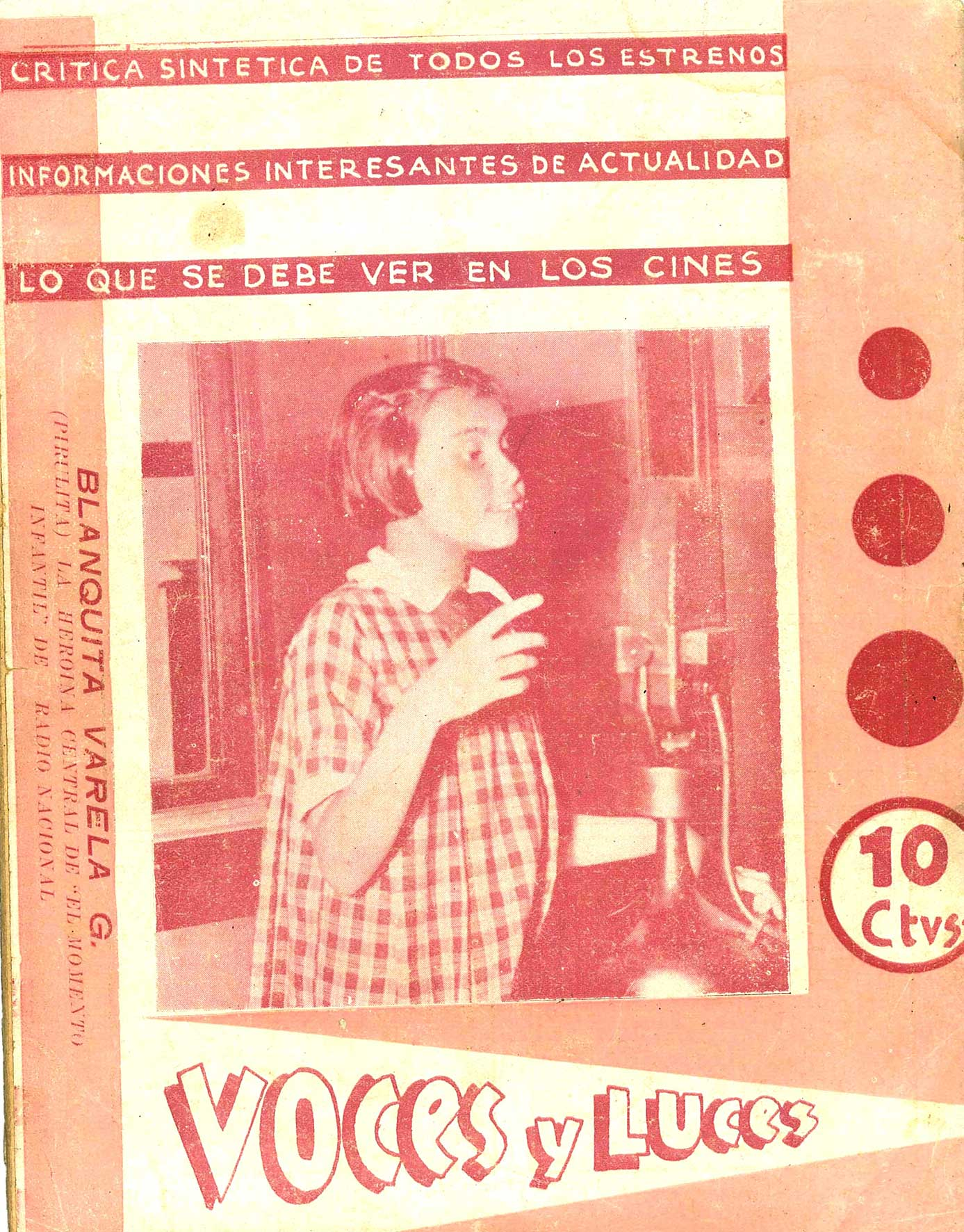
Blanca Varela en Radio Nacional

Entre los más destacados se encuentran los siguientes: 
- En el 2001 obtuvo el Premio Octavio Paz de Poesía y Ensayo.[4]
- En el 2004 fue condecorada con la Medalla de Honor por el Instituto Nacional de Cultura del Perú.[5]
- En octubre de 2006 se convirtió en la primera mujer que gana el Premio Internacional de Poesía Federico García Lorca, dotado entonces con 50.000 €.[6] Durante la ceremonia de entrega del premio antes dicho, el 10 de mayo de 2007, en el palacete del Ayuntamiento de Granada, se anunció que Blanca Varela ganaba la XVI edición del Premio Reina Sofía de Poesía Iberoamericana, dotado con 42.100 €, convocado conjuntamente por el Patrimonio Nacional de España y la Universidad de Salamanca.

- En 2022 recibió un reconocimiento póstumo por parte del Ministerio de la Mujer y Poblaciones Vulnerables (MIMP) del Estado Peruano, el cual, mediante un decreto en ocasión del 8 de marzo,[7] otorgó la condecoración “Orden al Mérito de la Mujer” a Blanca Varela y otras 24 mujeres peruanas, siendo destacadas por su tarea en la defensa de los derechos y por promover la igualdad de género. En particular, Varela fue reconocida por "su aporte al desarrollo de la literatura y la eliminación de barreras para la igualdad de género".[8]

## Obras
- Ese puerto existe. Prólogo de Octavio Paz. Xalapa, Veracruz (México), Universidad Veracruzana, 1959.
- Luz de día en Lima, Ediciones de La Rama Florida, 1963.
- Casa de cuervos.
- Valses y otras falsas confesiones. Lima. Instituto Nacional de Cultura, 1972.
- Canto villano. Lima, Ediciones Arybalo, 1978.
- Canto villano (Poesía reunida, 1949-1983). Prólogo de Roberto Paoli. México, Fondo de Cultura Económica, 1986.
- Camino a Babel (Antología). Prólogo de Javier Sologuren. Lima, Municipalidad de Lima Metropolitana, 1986.
- Ejercicios materiales. Lima, Jaime Campodónico editor, 1993.
- El libro de barro. Madrid, Ediciones del Tapìr, 1993.
- Poesía escogida 1949-1991. Prólogo de Jonio González. Barcelona, Icaria Editorial, 1993.
- Canto villano (Poesía reunida, 1949-1994). Prólogos de Octavio Paz, Roberto Paoli y Adolfo Castañón. Nueva edición, aumentada. México, Fondo de Cultura Económica, 1996.
- Como Dios en la nada (Antología 1949-1998). selección y prólogo de José Méndez. Madrid, Visor Libros, 1999.
- Concierto animal. Valencia-Lima, Pre-Textos/PEISA, 1999.
- Donde todo termina abre las alas (Poesía reunida, 1949-2000).[9] Prólogo de Adolfo Castañón y Epílogo de Antonio Gamoneda. Barcelona, Galaxia Gutemberrg /Círculo de Lectores, 2001. Nota: incluye su último poemario, El falso teclado (2000), que no se publicaría como libro independiente hasta 2016.[10]
- Poesía reunida, 1949-2000. Epílogos de Ana María Gazzolo y Giovanna Pollarolo. Lima, Casa de cuervos y Sur librería anticuaria, 2016.